# Manuel Antônio Farinha
Manuel Antônio Farinha, primeiro e único barão e conde de Sousel (Souzel, Portugal — Rio de Janeiro, 27 de maio de 1842) foi um almirante brasileiro.
Foi ministro da Marinha no 1º Gabinete de Dom Pedro I, formado em 16 de janeiro de 1822.
Agraciado barão em 12 de outubro de 1825 e conde em 12 de outubro de 1826. Também era Grande do Império.